# Desert Aire
Desert Aire az Amerikai Egyesült Államok északnyugati részén, Washington állam Grant megyéjében elhelyezkedő statisztikai település. A 2010. évi népszámlálási adatok alapján 1626 lakosa van.

## Történet
Az 1960-as évek végén a Harry Davidson, Inc. a Columbia folyó mentén tizenhárom négyzetkilométernyi földet vásárolt, ahol repülőteret létesítettek. Az 1600 lakóházzal, golfpályával és kikötővel rendelkező tervezett település 1970-ben nyílt meg.

## Népesség
A 2010-es népszámláláskor  1626 lakója, 558 háztartása és 438 családja volt. A népsűrűség 184,8 fő/km2. A lakóegységek száma 973, sűrűségük 110,6 db/km2. A lakosok 78,8%-a fehér, 0,6%-a afroamerikai, 0,9%-a indián, 0,1%-a ázsiai,  23,4%-a egyéb, 2,4%-a pedig kettő vagy több etnikumú. A spanyol vagy latino származásúak aránya 51,3% (47,8% mexikói,  0,1% kubai, 3,4% egyéb spanyol vagy latino származású.)
A háztartások 30,3%-ában élt 18 évnél fiatalabb. 67,2% házas, 8,1% egyedülálló nő, 3,2% egyedülálló férfi, 21,5% pedig nem család. 16,8% egyedül élt; 5,6%-uk 65 éves vagy idősebb. Egy háztartásban átlagosan 2,91 személy élt; a családok átlagmérete 3,21 fő.
A medián életkor 35,2 év volt. Lakóinak 26,8%-a 18 évesnél fiatalabb, 6% 18 és 24 év közötti, 23,8%-uk 25 és 44 év közötti, 24,5%-uk 45 és 64 év közötti, 16,5%-uk pedig 65 éves vagy idősebb. A lakosok 53,2%-a férfi, 46,8%-a pedig nő.

## Fordítás
Ez a szócikk részben vagy egészben  a   Desert Aire, Washington című angol Wikipédia-szócikk ezen változatának fordításán alapul.  Az eredeti cikk szerkesztőit annak laptörténete sorolja fel. Ez a jelzés csupán a megfogalmazás eredetét és a szerzői jogokat jelzi, nem szolgál a cikkben szereplő információk forrásmegjelöléseként.